# Agnès Blanchot
Pour les articles homonymes, voir Blanchot.
Agnès Blanchot est une actrice française née le 28 août 1965 à Pargny-sur-Saulx.

## Biographie
Agnès Blanchot est originaire de Saint-Amand-Montrond, dans le Cher.
Elle commence sa carrière au cinéma en 1985 dans la comédie de Gérard Jugnot, Scout toujours…. Elle tourne ensuite dans des polars de Georges Lautner (La Maison assassinée et L'Invité surprise).
Au début des années 2000, elle joue dans la série télévisée policière (Avocats et Associés et La Crim'). Elle incarne en 2007 l'épouse de Jean Dujardin dans Contre-enquête.

## Vie privée
Elle a vécu avec le comédien François Pacôme, de trois mois son aîné, elle l'épouse le 21 mai 1994 à Paris pour en divorcer le 9 juin 1998. Elle est à nouveau mariée le 14 février 2000, cette fois au réalisateur, scénariste et producteur Franck Mancuso dont elle est également divorcée.

## Filmographie

### Cinéma
- 1985 : Scout toujours… de Gérard Jugnot : Marie-France de Guillemin.
- 1987 : Fille de rêve, court métrage de Christian Le Hémonet : la fille de rêve.
- 1987 : Funny Boy de Christian Le Hémonet : Pamela.
- 1988 : La Petite Amie de Luc Béraud : Agnès, la maîtresse de Martin.
- 1988 : Una donna spezzata de Marco Leto.
- 1988 : La Maison assassinée de Georges Lautner : Rose Pujol.
- 1989 : L'Invité surprise de Georges Lautner : la blonde Georgette.
- 1990 : Ice-cream et châtiment de Christian Le Hémonet (court métrage) : la 2e maitresse.
- 1993 : Paranoïa de Frédéric Forestier et Stéphane Gateau (court métrage) : la fille dans la voiture.
- 2007 : Contre-enquête de Franck Mancuso : Claire Malinowski.
- 2011 : RIF de Franck Mancuso : Charlène Riback.

### Télévision
- 1988 : Les Cinq Dernières Minutes, Mystère et pommes de pin de Jean-Pierre Desagnat : Eliet Durieu.
- 1989 : Les Cinq Dernières Minutes Mort d'orque de Gérard Gozlan : Agathe di Stephano.
- 1990 : L'Enfant des loups de Philippe Monnier : Chrotielde, fille de Caribert.
- 1990 : Les Nouveaux Chevaliers du Ciel : Saison 2 épisodes Les Ailes du désert (1/2) et L'Otage du désert (2/2) : Alexandra.
- 1993 : Le Bœuf clandestin (téléfilm) de Lazare Iglesis.
- 1995 : Talk Show : Betty
- 1996 : Le Crabe sur la banquette arrière de Jean-Pierre Vergne : Marie.
- 2004 : Julie Lescaut, épisode 6 saison 13 L'affaire Lerner de Luc Goldenberg : Maryse Curier.
- 2012 : Commissaire Magellan, (épisode : Le Manoir maudit) de Étienne Dhaene : Jocelyne.
- 2013 : Lanester de Franck Mancuso : Max Fabrega.
- 2016 : Section de recherches (S10E08 Corbeau blanc) de Vincent Giovanni : Myriam Jacquemain.
- 2016 : Le Sang de la vigne (épisode 21, Le vin nouveau n'arrivera pas) de Franck Mancuso : Olive Peythard.
- 2018 : Meurtres en Cornouaille de Franck Mancuso : Elvire Goadec.

## Théâtre
- 1998 : Obsessions de Patrick Hamilton, mise en scène Raymond Gérôme,     Théâtre Daunou